# 南京新生圩长江大桥
南京新生圩长江大桥，原名南京仙新路过江通道，是江苏省南京市建设中的公路长江大桥，位于南京长江四桥上游4.3公里、南京长江二桥下游6.2公里处。根据规划，该通道江南侧起于仙新路与科创路交叉口，江北侧接入S501，全长约13.5公里。

## 建设日程
- 仙新路过江通道于2018年11月10日开工，计划建设工期约5年。[4]
- 2020年3月17日，大桥北主塔开钻，过江通道项目正式转入主体施工阶段。[5]
- 2020年6月26日，大桥北锚碇完成第一次浇注。[6]
- 2020年9月10日，南锚碇地连墙完工。[7]
- 2020年10月27日，北主塔钻孔桩浇注完成，即将转入承台施工阶段。[8]
- 2021年4月11日，南主塔首节塔柱浇筑完成。[9]
- 2021年8月27日，北锚碇沉井封底。[10]
- 2021年10月27日，北主塔下横梁浇筑完成。[3]
- 2021年10月29日，南主塔下横梁浇筑完成。[3]
- 2022年5月26日，南、北主塔封顶。[11]
- 2022年7月26日，南、北主塔主体完工。[12]
- 2022年10月31日，大桥北引桥第一联合龙。[13]
- 2022年12月20日，大桥正式开始架设主缆。
- 2023年3月10日，大桥主缆架设完成。[14]
- 2023年8月30日，大桥主跨南岸合龙。[15]
- 2023年9月23日，大桥成功合龙。[16]